# دادگاه بین‌المللی حقوق دریاها

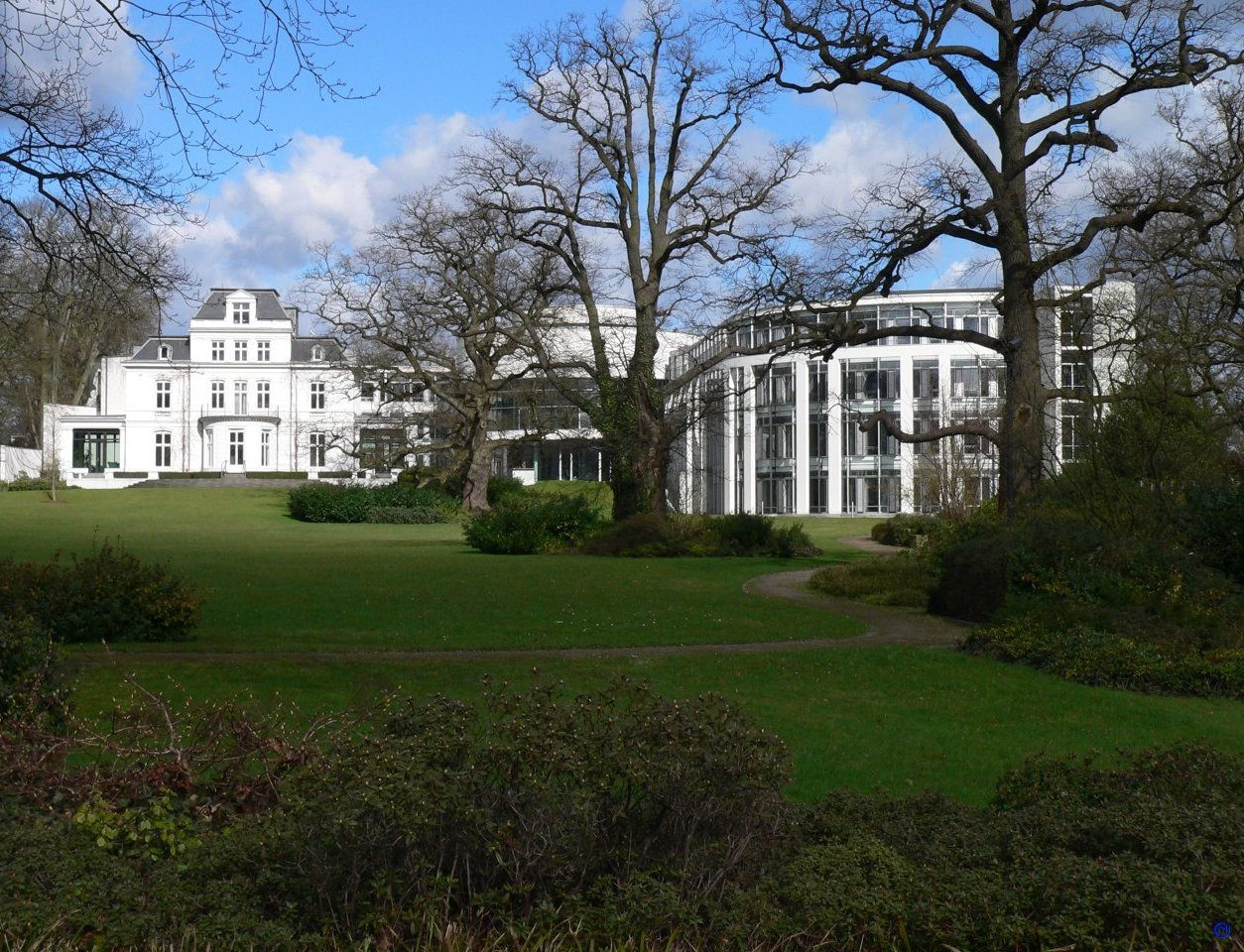
ITLOS seen from the river البه (رود)

دادگاه بین‌المللی حقوق دریاها (به انگلیسی (The International Tribunal for the Law of the Sea (ITLOS) دادگاهی است که برای رسیدگی به شکایت‌های طرح شده در راستای موضوعات کنوانسیون حقوق دریاهای سازمان ملل UNCLOS است رسیدگی می‌کند بارزترین موضوع برای رسیدگی اختلاف کشورها در خصوص مرزهای دریایی و حوزه قلمرو اقتصادی و... در دریاها است. مقر این دادگاه در هامبورگ آلمان قرار دارد.

## قاضی‌های فعلی
کادیک‌های فعلی دادگاه عبارتند از:
| کشور              | نام                             | Inauguration | رئیس      | معاون رئیس |
| ----------------- | ------------------------------- | ------------ | --------- | ---------- |
| آرژانتین          | Hugo Caminos                    | ۱۹۹۶         |           |            |
| برزیل             | Vicente Marotta Rangel          | ۱۹۹۶         |           |            |
| بلغارستان         | Alexander Yankov                | ۱۹۹۶         |           |            |
| گرنادا            | L. Dolliver M. Nelson           | ۱۹۹۶         | ۲۰۰۲–۲۰۰۵ | ۱۹۹۹–۲۰۰۲  |
| هند               | P. Chandrasekhara Rao           | ۱۹۹۶         | ۱۹۹۹–۲۰۰۲ |            |
| اردن              | Joseph Akl                      | ۱۹۹۶         |           | ۲۰۰۵–۲۰۰۸  |
| آلمان             | Rüdiger Wolfrum                 | ۱۹۹۶         | ۲۰۰۵–۲۰۰۸ | ۱۹۹۶–۱۹۹۹  |
| ایتالیا           | Tullio Treves                   | ۱۹۹۶         |           |            |
| سنگال             | Tafsir Malick Ndiaye            | ۱۹۹۶         |           |            |
| کیپ ورد           | José Luis Jesus                 | ۱۹۹۹         | ۲۰۰۸–۲۰۱۱ |            |
| فرانسه            | Jean-Pierre Cot                 | ۲۰۰۲         |           |            |
| ترینیداد و توباگو | Anthony Amos Lucky              | ۲۰۰۳         |           |            |
| لهستان            | Stanisław Pawlak                | ۲۰۰۵         |           |            |
| اتریش             | Helmut Türk                     | ۲۰۰۵         |           | ۲۰۰۸–      |
| ژاپن              | Shunji Yanai                    | ۲۰۰۵         | ۲۰۱۱–     |            |
| تانزانیا          | James L. Kateka                 | ۲۰۰۵         |           |            |
| آفریقای جنوبی     | Albert J.Hoffmann               | ۲۰۰۵         |           |            |
| چینی              | Zhiguo Gao                      | ۲۰۰۸         |           |            |
| الجزایر           | Boualem Bouguetaia              | ۲۰۰۸         |           |            |
| روسیه             | Vladimir Vladimirovich Golitsyn | ۲۰۰۸         |           |            |
| کره جنوبی         | Jin-Hyun Paik                   | ۲۰۰۹         |           |            |